# Лудолф IV фон Щайнфурт
Лудолф IV фон Щайнфурт (на немски: Ludolf IV von Steinfurt; на латински: Ludolphus de Steinvorde; † между 10 април и 12 август 1276 или пр. 20 ноември 1277) е през 13 век господар на Щайнфурт и шериф на Клархолц, днес част от Херцеброк Клархолц в Северен Рейн-Вестфалия.

## Произход
Той е най-големият син на Лудолф III фон Щайнфурт († сл. 1245/сл. 1265) и съпругата му Елизабет фон Бентхайм († 1270), дъщеря на граф Балдуин фон Бентхайм, бургграф на Утрехт († ок. 1248), и Юта фон Ритберг († 1248). Брат е на Балдуин II фон Щайнфурт († 1299/1317), господар на Щайнфурт, стюард на Боргхорст, Ото фон Щайнфурт († сл. 1285), каноник в Мюнстер, Йохан фон Щайнфурт († сл. 1233/1281), Алайдис († сл. 1270), омъжена сл. 1244 г. за Ото III фон Викрат († 1258), и на София († сл. 1292), омъжена пр. 1258 г. за Хайнрих фон Викрат († 1281).
Господарите фон Щайнфурт измират през 15 век.

## Фамилия
Лудолф IV се жени за Юта фон Хоя († сл. 1286), дъщеря на граф Хайнрих II фон Хоя († 1290) и втората му съпруга Юта фон Равенсберг († 1282), дъщеря на граф Лудвиг фон Равенсберг († 1249) и Гертруда фон Липе († 1244). Те нямат деца.